# 小行星4221
小行星4221（英語：4221 Picasso）是一颗围绕太阳公转的小行星。1988年3月13日，杰夫·T·阿鲁在帕洛马山发现了此天体。
这颗小行星的绝对星等为39.08889996180962等。